# Ева Менасе
Ева Менасе (на немски: Eva Menasse) е австрийска писателка, автор на романи, разкази и есета.

## Биография и творчество
Ева Менасе е родена през 1970 г. във Виена. Следва германистика и история, а после работи като редактор за виенското новинарско списание „Профил“ и по-късно за литературната притурка на „Франкфуртер Алгемайне Цайтунг“.
През 2005 г. излиза първият ѝ роман „Виена“ („Vienna“). В множество анекдоти тя разказва измислената история на своите отчасти католически, отчасти еврейски роднини.
Публикуваният първоначално във „Франкфуртер Алгемайне Цайтунг“ роман е оценен от меродавните немски медии предимно положително, но австрийската критика го приема по-скоро критично. През есента на 2005 г., и в Германия, и в Австрия, романът е в списъка на най-продаваните книги.
За тази си творба – вече преведена на нидерландски, английски, италиански, иврит, словенски и чешки – писателката получава през 2005 г. престижната международна литературна награда „Корине“ за дебют.
От 2004 до 2017 г. има брак с писателя Михаел Кумпфмюлер.
От 2003 г. Ева Менасе живее в Берлин със своя син. Писателят Роберт Менасе е неин полубрат.
Тя е член на немския ПЕН клуб.

## Награди и отличия
- 2005: „Награда Корине“ (за дебют)
- 2013: „Награда Герти Шпис“
- 2013: „Награда Хайнрих Бьол“[3]
- 2014: Literaturpreis Alpha[4]
- 2015: Villa-Massimo-Stipendium der Deutschen Akademie Rom
- 2015: Jonathan-Swift-Preis[5]
- 2017: „Награда Фридрих Хьолдерлин на град Бад Хомбург“[6]
- 2017: „Австрийска награда за книга“ für Tiere für Fortgeschrittene[7]
- 2019: Mainzer Stadtschreiberin [8]
- 2019: „Награда Лудвиг Бьорне“